# 瀧の白糸
『瀧の白糸』（たきのしらいと）は、泉鏡花の小説「義血侠血」を原作とする新派劇および映画、テレビドラマ、オペラである。1956年までに映画では6作品が製作された。

## あらすじ
女水芸人「瀧の白糸（本名：水島友）」は旅座仲間の南京出刃打（なんきんでばうち）の寅吉一座とことごとく対立していた。危機を救ってくれたのが高岡で乗合馬車の御者として働く村越欣弥だった。そのことを忘れられない白糸は、ある夜、金沢を流れる浅野川に架かる卯辰橋（原作では天神橋）で欣弥と再会した。欣弥が金のために学問を断念したことを知った白糸は、自分が仕送りをすることを約束し、欣弥を支援する。欣弥への仕送りはしばらく続くが、人気の低迷とともにそれもままならなくなり、また芸人仲間の若い連れを駆け落ちさせるなどして南京出刃打の恨みを買う。白糸は一座のために高利貸しの岩淵から金を借りたが、300円を持って帰るときに南京にそれを強奪される。岩淵と南京がグルであることを責めようと白糸が岩淵を訪れたところ、誤って岩淵を刺し殺してしまう。白糸は勉学に励む欣弥の元を訪れるがあえなく逮捕。検事は学業を終えて初めて検事席に立つ欣弥であった。拘置所を訪れる欣弥に白糸は正直に裁いて欲しいと懇願し、法廷で切々と真実の大切さを説く欣弥の言葉に白糸は凶行を自白し、舌を噛んで自殺する。その後を追うように欣弥もピストルで己が命を絶ったのであった。

## 舞台
花房柳外の脚色により、1895年（明治28年）に新派の川上一座が駒形浅草座で藤澤浅二郎の白糸、川上音二郎の欣弥で初演。翌年の暮れ、喜多村緑郎 (初代)が白糸で賞賛を博し、昭和には花柳章太郎、水谷八重子 (初代) へと引き継がれ、新派の当り狂言（歌舞伎狂言）となった。

## 映画

### 1915年版
日活向島撮影所製作、日活配給、細山喜代松監督作品。同撮影所は「日活新派」と呼ばれ、新派の常として、女性の配役は立花貞二郎ら女形が演じた。本作の具体的な出演者名は不明である。本作は、1914年（大正3年）10月、細山喜代松監督の大ヒット作『カチューシャ』と1915年（大正4年）1月の続編『後のカチューシャ』のヒット直後の作品である。
- 監督 : 細山喜代松
- 原作 : 泉鏡花
- 出演 : 不詳
- 製作 : 日活向島撮影所
- 上映時間（巻数） : 不明
- フォーマット : 白黒映画 - スタンダードサイズ（1.33:1） - サイレント映画
- 公開日 :  日本 1915年2月
- 配給 :  日活
- 初回興行 : 不明

### 1933年版
溝口健二監督作品。サイレント映画。88分。5つプリントが現存するが、ラストシーンが欠落したものや、ラストシーンを含むものの欠落や傷が多いものなど、不完全なプリントしか残されていない。このため、フィルムセンターにより欠落部分を補い、ラストシーンを修復したデジタルリマスター版が作成されている。

#### 出演
- 入江たか子（瀧の白糸＝水島友）
- 岡田時彦（村越欣弥）
- 村田宏寿（南京出刃打）
- 菅井一郎（岩淵剛蔵）
- 見明凡太郎（新蔵）
- 滝鈴子（撫子）
- 浦辺粂子（お銀）

#### その他
2007年に望月京が付随音楽を作曲。IRCAMフェスティヴァル・アゴラの枠内でルーヴル美術館オーディトリウムで初演された。
このような昔の無声映画に現代の作曲家が新たに音楽を付ける試みは、ここ十数年間毎年ルーヴル美術館で行われているが、日本映画としては初の例である。

### 1937年版
マキノトーキー製作所製作、広瀬五郎監督作品。

#### 出演
- 久松三津枝
- 大内弘
- 広田昴
- 浅野進二郎
- 団徳麿
- 大和久乃
- 志村喬

### 1946年版
大映製作、川口松太郎脚本、木村恵吾監督作品。

#### 出演
- 水谷八重子（滝の白糸）
- 夏川大二郎（村越欣弥）
- 原聖四郎（後見徳三）
- 牧百合子（みどり）
- 滝のぼる（たつ子）
- 近藤りん子（千種）
- 香川良介（太夫元福市）
- 寺島貢（出刃打寅五郎）
- 北條みゆき（撫子）

### 1952年版
『滝の白糸』大映製作、依田義賢脚本、野淵昶監督作品。白糸は自殺せず、結末は欣弥と結ばれる。

#### 出演
- 京マチ子（瀧の白糸）
- 森雅之（村越欣弥）
- 星美智子（あやめ）
- 浪花千栄子（みどり）
- 羅門光三郎（寅五郎）
- 進藤英太郎（松永剛三）
- 殿山泰司（福市）
- 南部彰三（裁判長）
- 上田寛（徳三）
- 寺島雄作（菊松）
- 天野一郎（新太郎）

### 1956年版
『滝の白糸』大映製作、島耕二脚本、島耕二監督作品。白糸は無罪となり、欣弥と結ばれる。

#### 出演
- 若尾文子（滝の白糸）
- 菅原謙二（村越欣弥）
- 滝花久子（欣弥の母）
- 沢村貞子（お安）
- 星ひかる（徳三）
- 若原一郎（佐吉）
- 近藤美恵子（お袖）
- 苅田とよみ（綾島絹子）
- 大浜千鶴子（みどり）
- 水原志摩子（辰子）
- 光岡龍三郎（寅五郎）
- 潮万太郎（菊松）
- 早川雄二（吉蔵）
- 見明凡太朗（上林信之助）
- 中条静夫（呼び込み）

## テレビドラマ
1973年、 NET系「女・その愛のシリーズ」中の一作「滝の白糸」として前後二編に分けて放送された。依田義賢脚本、稲垣浩監督、坂田晃一音楽。東映京都製作。

### 出演
- 岡田茉莉子（滝の白糸）
- 田村正和（村越欣弥）
- 加藤治子（村越園）
- 寺田農（新造）
- 岡田英次（裁判長）
- 赤木春恵（小糸）
- 松平純子（撫子）
- 江幡高志（源太）

## オペラ
2014年、高岡（高岡市民会館）、金沢（金沢歌劇座）、東京（新国立劇場中劇場）で初演。千住明が作曲をし、俳人の黛まどかが台本を書き、演出家十川稔が演出をした。ソプラノ歌手中嶋彰子が「滝の白糸」役で、初めて日本語オペラに出演した。2015年、金沢（石川県立音楽堂）で再演。